# Endeavour (Saskatchewan)
Pour les articles homonymes, voir Endeavour.
Endeavour est une communauté située dans la province de la Saskatchewan, dans le sud-est.